# Eimear McBride
Eimear McBride (n. Liverpool, 1976) é uma escritora irlandesa. O seu romance de estreia, A Girl Is a Half-formed Thing (em Portugal, Uma Rapariga é uma Coisa Inacabada, editado pela Elsinore) ganhou o prémio literário Goldsmiths em 2013.

## Biografia
McBride nasceu em Liverpool, mas mudou-se para a Irlanda com apenas dois anos de idade. Apesar de os seus pais serem naturais da Irlanda do Norte, quando regressaram estabeleceram-se em Tubbercurry, na República da Irlanda. Quando tinha 8 anos, o seu pai faleceu, e a sua mãe mudou-se para Castlebar, onde McBride acabaria por crescer. Com 17 anos, foi para Londres estudar, no Drama Centre.

## Obras
- A Girl Is a Half-formed Thing (Galley Beggar Press, 2013)
- The Lesser Bohemians (Faber and Faber, 2016)
- Strange Hotel (Faber and Faber, 2020)

## Prémios e Reconhecimentos
- 2017 James Tait Black Memorial Prize - vencedora com a obra The Lesser Bohemians[5]
- 2016 Goldsmiths Prize - nomeada pela obra The Lesser Bohemians[6][7]
- 2014 Desmond Elliott Prize (para romancistas estreantes) - vencedora com A Girl Is a Half-formed Thing[8]
- 2014 Kerry Group Irish Fiction Award - vencedora com A Girl Is a Half-formed Thing[9]
- 2014 Baileys Women's Prize for Fiction - vencedora com A Girl Is a Half-formed Thing[10]
- 2013 Geoffrey Faber Memorial Prize - vencedora com A Girl Is a Half-formed Thing[11]
- 2013 Goldsmiths Prize - vencedora com  A Girl Is a Half-formed Thing[1][2]